# 河套大黄
河套大黄（学名：Rheum hotaoense），为蓼科大黄属下的一个植物种。